# Aansprakelijkheid voor zaken
De aansprakelijkheid voor zaken is de aansprakelijkheid die de bewaarder van een zaak kan oplopen voor de schade die voortkomt uit een gebrek in de zaak. De invulling van deze aansprakelijkheid kan echter verschillen van rechtsstelsel tot rechtsstelsel.

## België
In België luidt artikel 1384, lid 1 van het Burgerlijk Wetboek:

Men is aansprakelijk […] voor de [schade] welke veroorzaakt wordt door de daad […] van zaken die men onder zijn bewaring heeft.

Het Hof van Cassatie leidt hieruit een algemene kwalitatieve aansprakelijkheid voor gebrekkige zaken die men onder zijn bewaring heeft af.

### De aansprakelijke
De aansprakelijke moet de bewaarder van de zaak zijn. Dit is de persoon die de zaak voor zijn rekening gebruikt en het genot ervan heeft, of ze bewaart met de mogelijkheid er toezicht, leiding en controle op uit te oefenen. Dit zal vaak de eigenaar zijn, maar dit is niet per se altijd zo. Wie de bewaarder is, is een feitenkwestie en moet door de feitenrechter in concreto worden beoordeeld. De rechter zal moeten nagaan wie het feitelijk meesterschap of de beschikkingsbevoegdheid had over de zaak. Een gezamenlijke bewaring is mogelijk, wat aanleiding zal geven tot in solidum-aansprakelijkheid.

### Zaak
Een zaak is elk lichamelijk roerend goed of onroerend goed. Een bijkomende vereiste om tot deze aansprakelijkheid te kunnen komen is dat de zaak vatbaar is voor bewaring. 
Ook samengestelde zaken vallen hieronder. Het vreemd element moet evenwel één geheel vormen met de rest (zoals bijv. een balk in het water of een verstopte riolering). Het is niet voldoende dat de ene zaak wordt toegevoegd aan de andere om te kunnen spreken van een samengestelde zaak (bijv. een band op de weg).
Een uitzondering op het zaakbegrip zijn dieren en gebouwen. Die hebben hun eigen aansprakelijkheidsregime. 

### Gebrek in de zaak
De schade moet het gevolg zijn van een gebrek in de zaak. Volgens cassatierechtspraak zijn er drie voorwaarden aan welke moet voldaan worden om te kunnen spreken van een abnormaal kenmerk waardoor die zaak in bepaalde gevallen schade kan veroorzaken:
1. een kenmerk
2. dat abnormaal is
3. het abnormaal kenmerk kan schade veroorzaken aan derden.

Om te beoordelen of een kenmerk abnormaal is, zal men de vermeende abnormale zaak vergelijken met een modelzaak. Daarnaast zal de rechter ook de normaal gestelde maatschappelijke veiligheidsverwachtingen in overweging nemen, waarbij wordt gekeken naar wat normaal en redelijk gezien verwacht kan worden van de zaak. 

### Wettelijk onweerlegbaar vermoeden
De bewaarder van de zaak wordt onweerlegbaar vermoed aansprakelijk te zijn. Hij kan dit vermoeden dus niet weerleggen. Hij kan zich wel beroepen op de fout van de benadeelde om tot een verdeling van aansprakelijkheid te komen, of zich beroepen op de vreemde oorzaak. 